# Chamguava musarum
Chamguava musarum är en myrtenväxtart som först beskrevs av Paul Carpenter Standley och Julian Alfred Steyermark, och fick sitt nu gällande namn av Leslie Roger Landrum. Chamguava musarum ingår i släktet Chamguava och familjen myrtenväxter.
Artens utbredningsområde är Guatemala. Inga underarter finns listade i Catalogue of Life.